# Groves Stadion
A Groves Stadium egy stadion Winston-Salemben. Legfőképp amerikaifutballhoz használják, ez a Wake Forest Demon Deacons csapatának otthona.  1968-ban nyitották meg és 31 500 néző foglalhat benne helyet.
A stadion nevéhez az eredeti, Wake Forestben található építmény köthető. A régi stadion működtetését Henry Groves finanszírozta. Mikor az iskola Winston-Salembe költözött, ő és Earl nevű testvére úgy döntöttek, továbbra is adakoznak, hogy az új stadion is nevüket viselhesse. Amíg az nem készült el, a focisták a Bowman Gray Stadiumban játszották otthoni mérkőzéseiket. Végül 1968 szeptemberében, a Deacons NC State elleni vereségével adták át a létesítményt. A korábbi Groves Stadium a Wake Forest-Rolesville Főiskola hazai pályája lett, napjainkban Trentini Stadium néven ismert.
Jelenleg két íves főlelátó található a pálya két oldalán, a déli endzone mögötti rész pedig az ún. "Deacon Hill". Itt nincs épített lelátó, füves dombon üldögélve nézhető a mérkőzés. A Bridger Székházat 1996-ban újították fel, mely a Deacon Hillel szemben helyezkedik el (az északi endzone mögött). 2006 nyarán a természetes füvet a tökéletes minőségű és direkt amerikai focizásra kifejlesztett FieldTurf talajra cserélték.

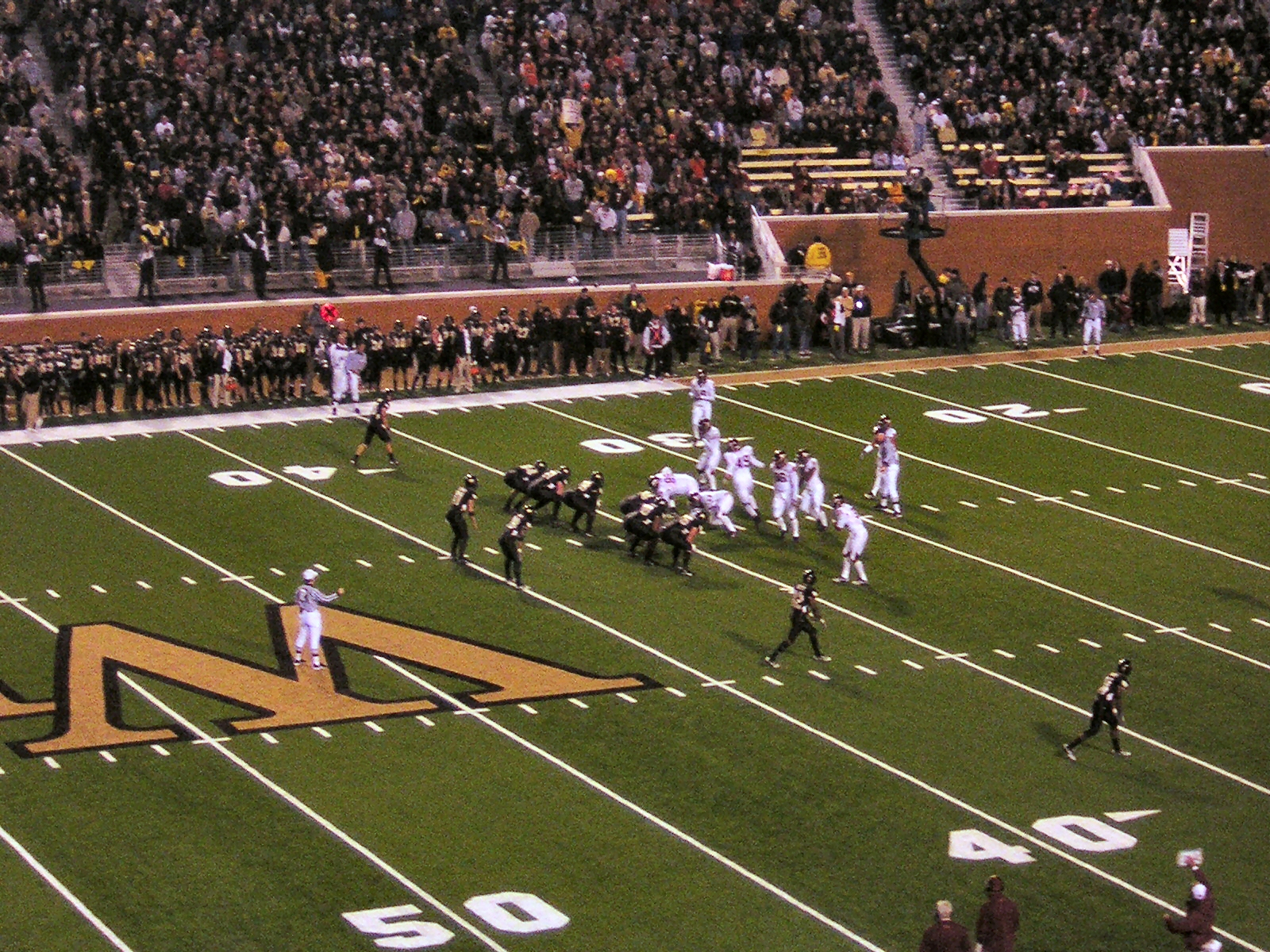
A Wake Forest és a Virginia Tech a Groves Stadionban 2006-ban

 A stadion egy nagy sportkomplexum része, mely magába foglalja az Ernie Shore Fieldet és a Lawrence Joel Veterans Memorial Coliseumot. Az épületegyüttes a campushoz közel, a Deacon Boulevard és a University Parkway találkozásánál épült.
2006-ban a Wake Forest Atlétikai Igazgatósága több felújítást is megszavazott. Ezek közül az egyik a sajtósok páholyának, a Deacon Towernek a renovációja, ami a tervek szerint 2008-ra készül el. 2007. január 14-én számos WF szimpatizáns nézhette végig, ahogy az 1968 óta működő Tornyot felrobbantották. Ez a hatlépcsős felújítás harmadik pontja.
A Groves Stadium nyugati szomszédja az Ernie Shore Field, a Winston-Salem Warthogs baseballcsapatnak otthona.

## További hivatkozások
- Groves Stadium at Ballparks.com
- Groves Stadium at WakeForestSports.com